# Flaveria
Flaveria é um género botânico pertencente à família Asteraceae.
É composto por 53 espécies descritas, das quais 23 são aceites.
O género foi descrito por Antoine-Laurent de Jussieu e publicado em Genera Plantarum (Jussieu) 186–187. 1789. A espécie-tipo é Flaveria chilensis (Molina) J.F. Gmel.
Trata-se de um género reconhecido pelo sistema de classificação filogenética Angiosperm Phylogeny Website.

## Espécies
As espécies aceites neste género são:
- Flaveria angustifolia (Cav.) Pers.
- Flaveria anomala B.L.Rob.
- Flaveria australasica Hook.
- Flaveria bidentis (L.) Kuntze
- Flaveria brownii A.M.Powell
- Flaveria campestris I.M.Johnst.
- Flaveria chlorifolia A.Gray
- Flaveria cronquistii A.M.Powell
- Flaveria floridana I.M.Johnst.
- Flaveria haumanii Dimitri & Orfila
- Flaveria intermedia I.M.Johnst.
- Flaveria kochiana B.L.Turner
- Flaveria linearis Lag.
- Flaveria mcdougallii "Theroux, Pinkava & D.J.Keil"
- Flaveria oppositifolia (DC.) Rydb.
- Flaveria palmeri J.R.Johnst.
- Flaveria pringlei Gand.
- Flaveria pubescens Rydb.
- Flaveria ramosissima Klatt
- Flaveria robusta Rose
- Flaveria sonorensis A.M.Powell
- Flaveria trinervia (Spreng.) C.Mohr
- Flaveria vaginata B.L.Rob. & Greenm.